# Pueblo Nuevo (Junín)

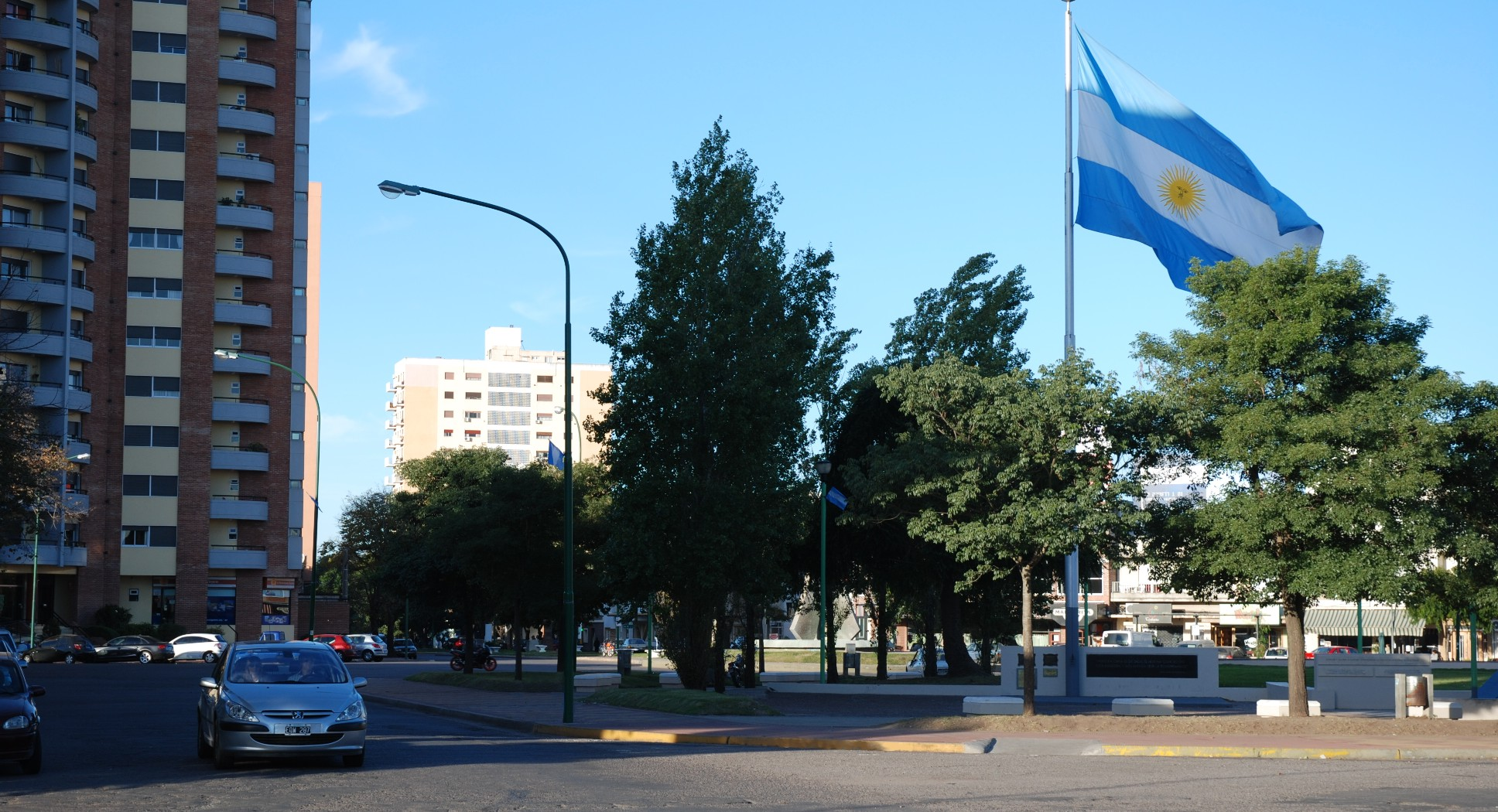
Av. San Martín y Rivadavia, uno de los límites del barrio en el centro de la ciudad

Pueblo Nuevo es un barrio perteneciente a la ciudad de Junín, Provincia de Buenos Aires, Argentina. Se encuentra en el centro geográfico de la ciudad limitando con el centro comercial de la misma. Es uno de los barrios más antiguos y populosos de la ciudad.

## Historia
En 1885 llegaban a Junín dos empresas ferroviarias: el Central Argentino y el ferrocarril Buenos Aires al Pacífico. Este último fue determinante para la ciudad porque además del importante tráfico de cargas y pasajeros instaló, en 1886, los talleres ferroviarios en predios apartados del radio céntrico del pueblo.

De esta manera, el ferrocarril fue decisivo para la evolución urbanística y demográfica de la ciudad ya que la inmigración, principalmente italiana y española, comenzó a llegar motivada por la oferta laboral que brindaban los talleres ferroviarios, sustentando sus ideas de progreso.

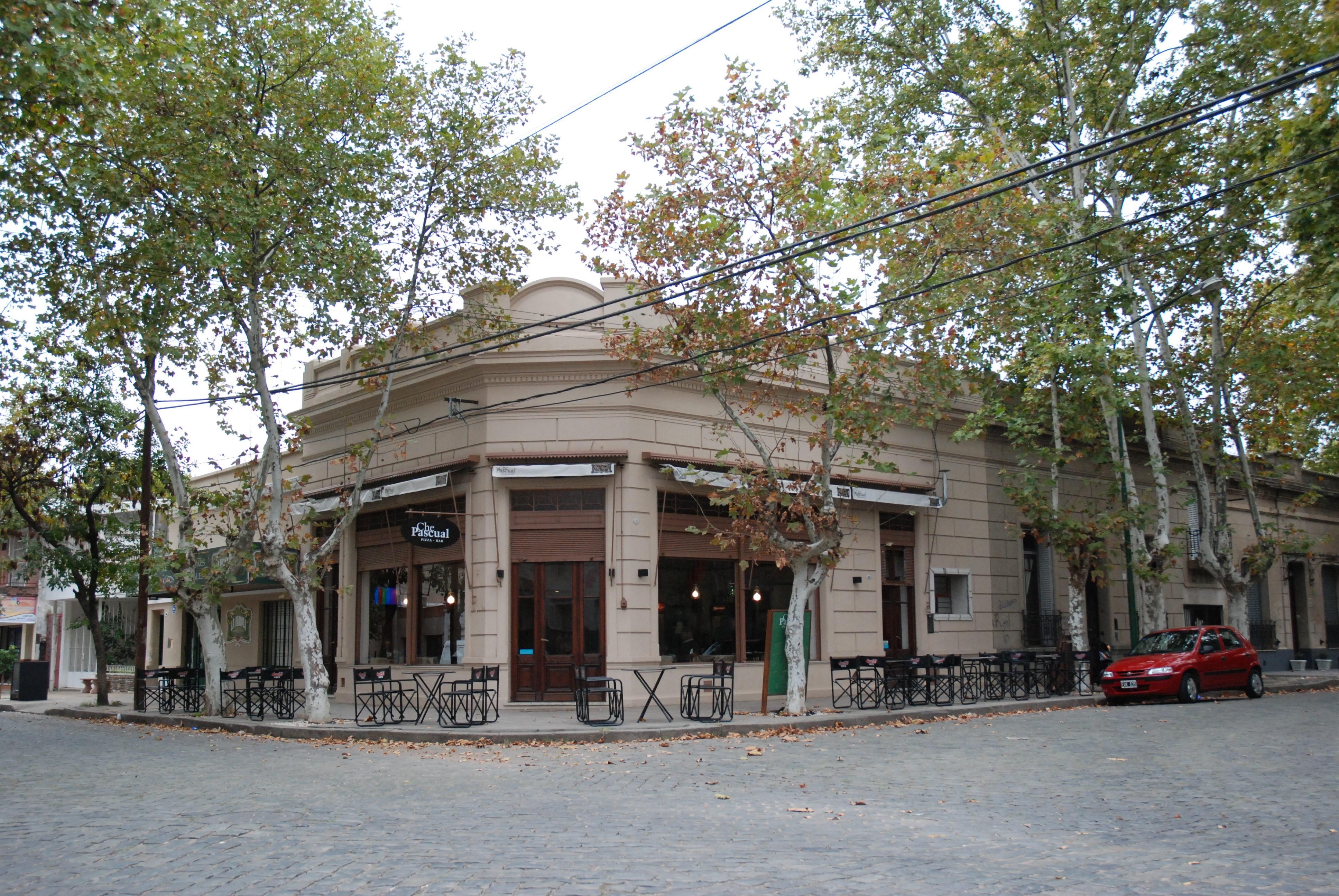
Café en la esquina de calle Italia y España

A principios del siglo XX, la ciudad, cruzada por los dos ferrocarriles casi paralelos, tuvo tres focos bien definidos que actuaron casi como áreas independientes: el Junín fundacional  o área del Fuerte (Pueblo Viejo), el Pueblo Nuevo –demarcado por las dos líneas ferroviarias- y Tierra del Fuego o Villa Belgrano (hoy barrio Belgrano), tras las vías, donde también se instalaron obreros y empleados ferroviarios.
Las tierras por donde circularon los dos ferrocarriles estaban subdivididas en quintas y chacras que fueron mensuradas en cada caso, para su venta y ocupación.

Entre ambas vías, a partir de la quinta 54, hasta la quinta 63, según la mensura y plano realizado por el agrimensor José A. Lagos en 1873, y ocupando también parte de la chacra 169, nació el barrio “Pueblo Nuevo”, nombre que tomó por contraposición al “Pueblo Viejo” que ya existía.

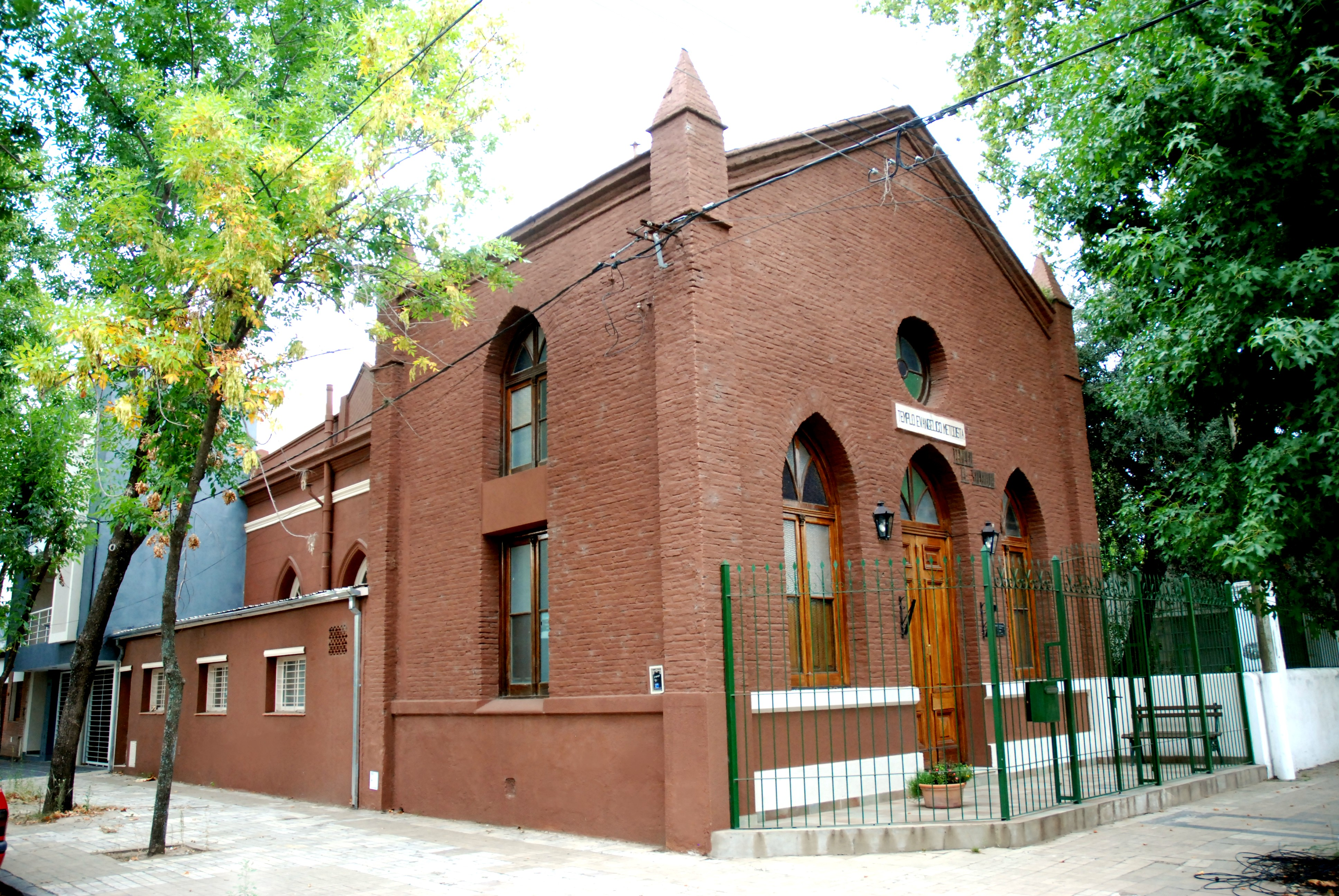
Templo metodista entre Alem y Bernardo de Irigoyen.

El barrio, ese microespacio común, construido y vivido por sus habitantes, fue adquiriendo con el correr de los años una identidad propia. En este espacio, cautivo por su entorno ferroviario, es posible identificar las señales de la diversidad cultural, debido a la heterogeneidad de la población, desde el punto de vista de su origen inmigrante, y de sus ocupaciones. Muestra de ello son las construcciones, con un repertorio de elementos dispersos que trasuntan en sus fachadas las señales de la inmigración española, italiana y francesa. Contribuyó también a la jerarquización urbanística de este lugar el F.C.B.A.P. con sus importantes edificaciones de estilo inglés.

## Ubicación y características
Pueblo Nuevo se encuentra en el centro geográfico de la ciudad de Junín, posee un total de 47 manzanas delimitadas al oeste por Av. Rivadavia, al norte por los predios de los talleres ferroviarios y calle Newbery, al este por Av. República, mientras que hacia el sur son delimitadas por Av. San Martín. Limita al sur con el centro comercial y el barrio El Picaflor y al sureste con el barrio Villa Ortega. Se encuentra a 12 kilómetros del parque natural Laguna de Gómez

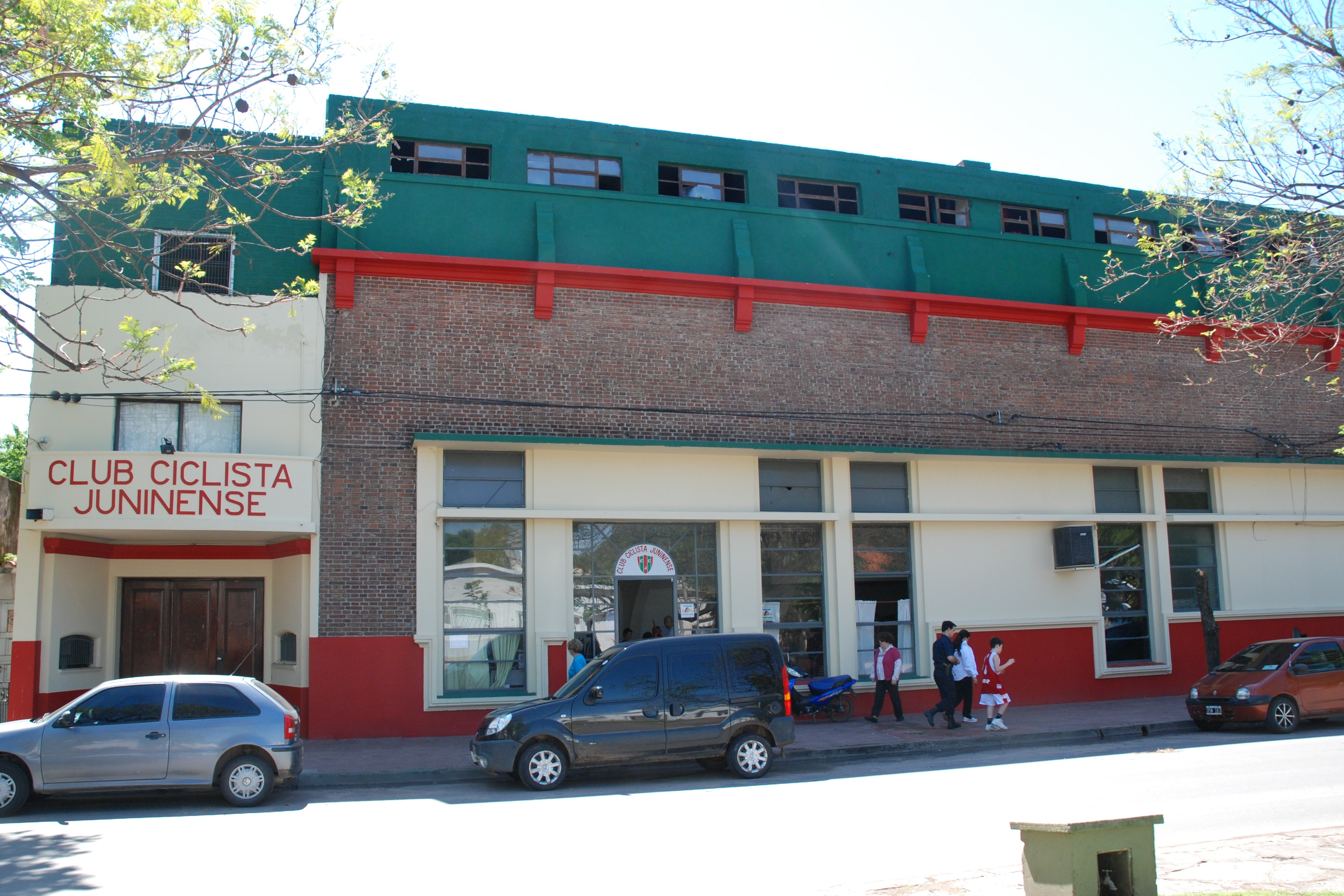
Club Ciclista Juninense

Gran parte del barrio forma parte del Circuito Turístico Ferroviario de Junín y en él se encuentra la estación de trenes de Junín
La vida diurna y nocturna del barrio varia según la zona; mientras que gran parte de este tranquilo y poco transitado dado que la mayoría de sus calles son adoquinadas, su parte más próxima al centro presentan un movimiento más intenso dado a la gran cantidad de comercios e instituciones como así también la notoria presencia de bares, pubs y restaurantes

## Instituciones deportivas
Pueblo Nuevo es el barrio de dos importantes entidades deportivas de la ciudad como lo son el Club Jorge Newbery famoso por su participación en el Campeonato Nacional de 1974 de la Primera División de Argentina, actualmente milita en el Torneo Federal B; y el club de básquet Ciclista Juninense, reconocido club en esta disciplina habiendo sido campeón del Torneo Nacional de Ascenso en la temporada 2013-2014 y estado presente en tres temporadas de la Liga Nacional de Básquet

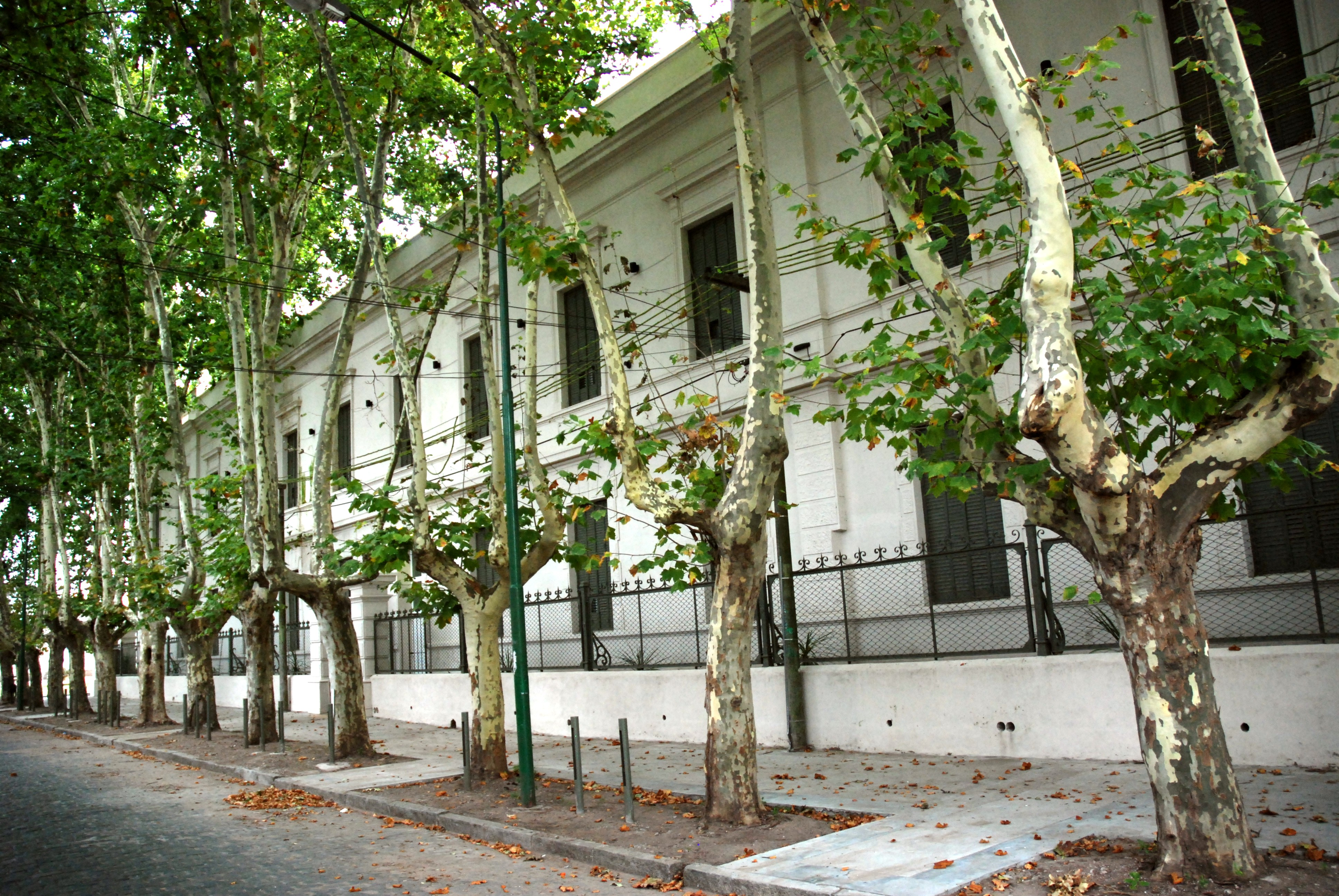
Escuela de Tecnología de la UNNOBA

## Corredor Universitario
Hoy entre sus calles se encuentran instituciones, museos, escuelas primarias y secundarias, públicas y privadas, lo que lo transforma en un sector muy rico en cuanto a la variedad de opciones que ofrece. Se encuentra allí también un corredor universitario sobre calle Newbery en el que se encuentran distintos establecimientos pertenecientes a la Universidad Nacional del Noroeste de la Provincia de Buenos Aires (UNNOBA), como lo son la Escuela de Tecnología, la Escuela de Ciencias Económicas y Jurídicas, el edificio Anexo, el polo tecnológico, el centro de investigaciones básicas y aplicadas, el comedor universitario y la biblioteca universitaria Silvina Ocampo. Además sobre le corredor se encuentran el Museo Histórico de Junin, el Museo de Arte contemporáneo Argentino (MACA), el conservatorio de música "Juan Pérez Cruz" y la Plaza Ferrocarriles Argentinos .Actualmente hay un proyecto municipal con el objetivo de renovar y mejorar el mismo.

## Visita del Príncipe de Gales (Rey Eduardo VIII del Reino Unido)
A las 16:40 horas del lunes 21 de septiembre de 1925 llegó el tren que trasladaba a Eduardo de Windsor, Príncipe de Gales haciendo escala en Junín, en su viaje que realizaba a la República de Chile. El tiempo lluvioso no impidió que numeroso público concurriera a la estación del Ferrocarril Pacífico a recibirlo. Fue todo un acontecimiento.
En Junin, el Príncipe Eduardo tributo un homenaje a la memoria de los soldados británicos de aquella ciudad, caídos en la guerra. Este se realizó en la Plaza Ferrocarriles Argentinos 